# Gien-sur-Cure
Gien-sur-Cure é uma comuna francesa na região administrativa de Borgonha-Franco-Condado, no departamento Nièvre. Estende-se por uma área de 11,11 km². Em 2010 a comuna tinha 99 habitantes (densidade: 8,9 hab./km²).